# 왕다치
왕다치(중국어 간체자: 王大奇, 병음: Wáng Dàqí, 한자음: 왕대기, 1983년 8월 10일 ~ )는 중국의 배우이다.